# Luc Leman
Luc Leman (Ledegem, 30 april 1953), broer van Eric Leman, is een Belgisch voormalig wielrenner die prof was van 1974 tot 1979. In 1975 won hij de 5e etappe in de Ronde van Spanje.

## Belangrijkste resultaten
1973
- Internatie Reningelst

1975
- 5e etappe Ronde van Spanje
- Omloop van Midden-Vlaanderen
- Omloop van de Grensstreken

1976
- Nokere Koerse
- 3e, 4e en 6e etappe Etoile de Bessèges
- Amstel Gold Race: 3e

1977
- Omloop van de Vlasstreke
- Dwars door Vlaanderen (Dwars door België): 2e

1978
- Omloop van de Westkust De Panne
- 1e etappe Tour Méditerranée

1979
- Omloop van de Vlasstreke : 3e
- 2e etappe deel a Tour Méditerranée

## Resultaten in voornaamste wedstrijden
| Jaar | Milaan-San Remo | Gent-Wevelgem | Ronde van Vlaanderen | Amstel Gold Race | Omloop Het Volk | E3 Harelbeke |
| ---- | --------------- | ------------- | -------------------- | ---------------- | --------------- | ------------ |
| 1975 |                 |               |                      | 13e              | 59e             |              |
| 1976 | 11e             | 20e           |                      |                  | 5e              |              |
| 1977 | 32e             | 34e           | 15e                  | 25e              | 16e             | 6e           |

## Ploegen
- 1974: MIC - Ludo - De Gribaldy
- 1975: Alsaver - Jeunet - De Gribaldy
- 1975: Miko - De Gribaldy
- 1976: Miko - De Gribaldy - Superia
- 1977: IJsboerke - Colnago
- 1978: Marc Zeepcentrale - Superia - ISC
- 1979: Flandria - Ca-Va Seul - Sunair